# Llonganissa de Graus
La llonganissa de Graus és un embotit a base de porc de la Ribagorça aragonesa. A Graus, la capital comarcal, la llonganissa s'hi ha elaborat des de l'antigor. Es pot consumir en entrepà, rostida, servida en rodanxes per a tapes, en coques, en guisats amb patates, etc.
L'embotit conté un mínim de 70% de carn magra de porc, així com cansalada o papada (en no més d'un 30%). Entre els diferents condiments que es fan servir, podem esmentar sal i pebre, farigola, orenga, clavell d'espècia, nou moscada, anís o vi olorós, etc. (mai pebre vermell). Cada carnisseria guarda la seva recepta. S'emboteix en budell natural i es presenta en forma de ferradura, de 20 a 70 cm de llarg. La llonganissa de Graus es classifica en dos tipus segons el temps de curació i la proporció d'ingredients al farciment: la llonganissa fresca, de pocs dies de curació i que cal cuinar abans de consumir i la llonganissa curada, amb els mesos de curació indicats a l'etiqueta, que es pot menjar crua.
L'Associació de Fabricants de Llonganissa de Graus està conformada per les tres xarcuteries que produeixen la llonganissa: Embotits Aventín, fundat el 1963 per la família Aventín; Embotits Artesans Melsa, fundat el 1860 per la família Melsa; i Casa Maella, fundada el 1415, que és la carnisseria més antiga d'Aragó. La llonganissa de Graus s'etiqueta com a C'Alial, que és la Marca de Garantia de Qualitat del Govern d'Aragó.
Des de 1992, a Graus, se celebra cada juliol (l'últim cap de setmana del mes) el Dia de la Llonganissa, durant el qual es prepara una llonganissa de cinc-cents metres, la més llarga del món. Per a la festivitat, es tanca al trànsit l'avinguda principal de la vila —el Carrer Barranco— i es crea una gran brasa a cel obert, sobre la qual una grua fa baixar una graella de 25m² amb la llonganissa disposada de forma serpentejada. Un cop rostit l'embotit, es procedeix a tallar-lo a trossos i es reparteix amb pa local als veïns i visitants, acompanyat de música i vi. Tot i tenir poc més de 30 anys, la Festa de la Llonganissa ha arrelat ràpidament a la localitat. El 1997 va quedar registrada al Llibre Guiness dels Rècords per ser la llonganissa més gran del món (505,47 m). L'any 2013, la festa va ser declarada Festa d'Interès Turístic d'Aragó.